# 三橋ただし
三橋 ただし（みつはし ただし、1953年9月12日 -、本名：三橋正（読み同じ））は、日本の美容師、ヘアメイクアーティスト、タレント。大阪府出身。乙女座。

## 来歴
1953年、大阪生まれ。1974年、美容師免許取得後、坪内美容室勤務。1979年、美容室退職後、フリーランスのヘアとなる。1992年、「ただし事務所」設立。
ファッション関係の他に、雑誌・CM・ポスター等のメディア、メイクアップの講演、講習、執筆も行ない、テレビや雑誌にも出演している。

## 人物
- ブログなどでの一人称は「ワタクシ」。
- テレビ番組に出演した際にはその強烈なキャラクターで周りを翻弄させる。
- その反面マナーに厳しく、美しさを極めるための知識は多岐に渡る。
- 趣味はクラシック音楽鑑賞、ピアノ演奏、声楽、絵画。
- 特技は日本舞踊。扇流名取「扇幸之助」。
- 好きな言葉は「ゴージャス!」。

## テレビ
- ワイドABCDE〜す（朝日放送、2001年・2002年）
- キレイの鉄則（テレビ大阪、2003年）※レギュラー出演
- 情報ライブ ミヤネ屋（読売テレビ）
  - 「別人マダム」（2007年 - ）※コーナーレギュラー
  - 「木激写」（2009年 - ）※レポーター出演
  - 「ガングロギャル変身」（2009年 - ）
- ビートップスでお買物（読売テレビ、2009年 - ）
- ニュースTEN（讀賣テレビ放送　2010年 - ）
- ビーバップハイヒール（朝日放送　2012年）
- ショップチャンネル「D.if story」（2010年-2012年）
- おはよう朝日です　マスクメイク（朝日放送）

## イベント
- タマリス鹿児島 メイクアップショー
- マリアンボレ 三橋ただしトークライブ（沖縄コンベンションホール）
- 母と娘のメイクアップセミナー（大丸外商サロン）
- ブライダルフェアメイクアップショー（ホテルニューオータニ）
- 三橋ただしトークサロン（京都日航プリンスホテル）
- 全日本婚礼協会 ヘアーメイクショー（リーガロイヤルホテル）※ゲスト出演
- 三橋ただしのビューティーワールド（近鉄文化サロン、大阪産経学園）
- ミセスの上品な着こなしと若返りテクニック（近鉄百貨店イベント）
- ニッセイ ビューティーセミナー（日本生命）
- 花のあるメイクができる女になる（ホテル阪急インターナショナル）
- 美肌でキメるメイクアップ！（大阪ガス）
- 三橋ただしの10歳若返るお化粧法（京乃雪2周年記念イベント）
- ライディックビューティートーク
- フィルナチュラントきれいの処方箋（リッツカールトン大阪）
- 一流を知る　ブランド（リーガロイヤルホテル）
- オードリー・ヘップバーンの洗練（リーガロイヤルホテル）
- オンナのブランド作り（リーガロイヤルホテル）
- オトコの魅力徹底解明（リーガロイヤルホテル）
- 圧巻のオンナたち（リーガロイヤルホテル）
- スタイル（リーガロイヤルホテル）
- 魅惑の艶談（リーガロイヤルホテル）
- オーラをまとう格上げメイク（リーガロイヤルホテル）
- D.if　story　トークショー（ウェスティンホテル）
- 三橋ただしトークショー　すっきりメイク（三越伊勢丹）
- 大丸外商イベントセミナー（ホテルニューオータニ）
- バーバリーコスメ　ワークショップ（阪急百貨店VIPルーム）
- 三橋ただし×<ゲラン>コスメシナン（大丸梅田店）
- 幸せ顔はチークで演出（リーガロイヤルホテル）
- バレンタイン　マリークワントメイクショー（大丸梅田店）
- バレンタインスペシャルトークショー（大丸梅田店）
- クラブ化粧品　マスクメイク（オンラインイベント）

## 連載雑誌
- MISS（世界文化社）
- SEND YOU ※エッセイ連載
- MAXIM「乙女座たちのエレガンス」（2003年）※エッセイ連載
- 京乃雪ニュースレター「マダムに変身」
- 京都しるく 絹の会通信「つれづれ綺麗コラム」
- MEETS Regional（京阪神エルマガジン社）※映画評論
- MEETS　<男子！！美容道場>連載中
- Richer（京阪神エルマガジン社）
- SAVVY（京阪神エルマガジン社）
  - メイクアップレッスン（2001年）※エッセイ連載
  - ビューティーメソッド（2002年）※エッセイ連載
  - マチュア（成熟）の花道（2009年～）※エッセイ連載

## 主な出版物
- MAKE-UP VIDEO -花やかに歳をかさねるために-（2002年）
- MAKE-UP BOOK -花の心 花の力-（2002年）
- いつも心はシャンデリア -きらめく乙女の処世術 -（2013年）